# Batalla de Macul
«Batalla de Macul» es el nombre con el que se conoce al partido de fútbol correspondiente a la vuelta de las semifinales de la Copa Libertadores 1991, disputado entre el club chileno Colo-Colo y el club argentino Boca Juniors el 22 de mayo en el Estadio Monumental de Santiago, ubicado en la comuna de Macul.

## Antecedentes
Colo-Colo clasificó a la Copa Libertadores luego de obtener el primer puesto en el Campeonato de Primera División de 1990, en lo que era su 14.ª participación en el torneo continental. En su última participación el año anterior, quedó eliminado en octavos de final ante Vasco da Gama mediante definición a penales.
Por su parte, Boca Juniors clasificó a la Copa luego de vencer a Independiente en la Liguilla Pre-Libertadores 1989-90. En su última participación, el equipo argentino quedó eliminado en octavos de final ante Olimpia a través de definición a penales.
Tras terminar como puntero del Grupo 2, el equipo chileno eliminó a Universitario de Perú en octavos y a Nacional de Uruguay en cuartos; a su vez, el cuadro argentino terminó en el segundo puesto del Grupo 3, derrotando en octavos a Corinthians y en cuartos de final al Flamengo, ambos de Brasil.
Cuadro de desarrollo
|  | Octavos de final       | Octavos de final  | Octavos de final  | Octavos de final  |   |                   | Cuartos de final | Cuartos de final | Cuartos de final | Cuartos de final |  |  | Semifinales      | Semifinales      | Semifinales      | Semifinales      |  |  | Final                   | Final                   | Final                   | Final                   |  |
|  | 16 al 26 de abril      | 16 al 26 de abril | 16 al 26 de abril | 16 al 26 de abril |   |                   | 1 al 10 de mayo  | 1 al 10 de mayo  | 1 al 10 de mayo  | 1 al 10 de mayo  |  |  | 16 al 23 de mayo | 16 al 23 de mayo | 16 al 23 de mayo | 16 al 23 de mayo |  |  | 29 de mayo y 5 de junio | 29 de mayo y 5 de junio | 29 de mayo y 5 de junio | 29 de mayo y 5 de junio |  |
|  |                        |                   |                   |                   |   |                   |                  |                  |                  |                  |  |  |                  |                  |                  |                  |  |  |                         |                         |                         |                         |  |
|  |                        |                   |                   |                   |   |                   |                  |                  |                  |                  |  |  |                  |                  |                  |                  |  |  |                         |                         |                         |                         |  |
|  | Bolívar                | 1                 | 1                 | 2                 |   |                   |                  |                  |                  |                  |  |  |                  |                  |                  |                  |  |  |                         |                         |                         |                         |  |
|  | Bolívar                | 1                 | 1                 | 2                 |   |                   |                  |                  |                  |                  |  |  |                  |                  |                  |                  |  |  |                         |                         |                         |                         |  |
|  | Nacional               | 4                 | 1                 | 5                 |   |                   |                  |                  |                  |                  |  |  |                  |                  |                  |                  |  |  |                         |                         |                         |                         |  |
|  | Nacional               | 4                 | 1                 | 5                 |   | Nacional          | 0                | 2                | 2                |                  |  |  |                  |                  |                  |                  |  |  |                         |                         |                         |                         |  |
|  |                        |                   |                   |                   |   | Nacional          | 0                | 2                | 2                |                  |  |  |                  |                  |                  |                  |  |  |                         |                         |                         |                         |  |
|  |                        |                   | Colo-Colo         | 4                 | 0 | 4                 |                  |                  |                  |                  |  |  |                  |                  |                  |                  |  |  |                         |                         |                         |                         |  |
|  | Colo-Colo              | 0                 | Colo-Colo         | 4                 | 0 | 4                 | 2                | 2                |                  |                  |  |  |                  |                  |                  |                  |  |  |                         |                         |                         |                         |  |
|  | Colo-Colo              | 0                 |                   |                   |   |                   |                  |                  |                  |                  |  |  |                  |                  |                  |                  |  |  |                         |                         |                         |                         |  |
|  | Universitario          | 0                 | 1                 | 1                 |   |                   |                  |                  |                  |                  |  |  |                  |                  |                  |                  |  |  |                         |                         |                         |                         |  |
|  | Universitario          | 0                 | 1                 | 1                 |   |                   |                  | Colo-Colo        |                  |                  |  |  |                  |                  |                  |                  |  |  |                         |                         |                         |                         |  |
|  |                        |                   |                   |                   |   |                   |                  |                  |                  |                  |  |  |                  |                  |                  |                  |  |  |                         |                         |                         |                         |  |
|  |                        |                   | Boca Juniors      |                   |   |                   |                  |                  |                  |                  |  |  |                  |                  |                  |                  |  |  |                         |                         |                         |                         |  |
|  | Corinthians            | 1                 | 1                 | 2                 |   |                   |                  |                  |                  |                  |  |  |                  |                  |                  |                  |  |  |                         |                         |                         |                         |  |
|  | Corinthians            | 1                 | 1                 | 2                 |   |                   |                  |                  |                  |                  |  |  |                  |                  |                  |                  |  |  |                         |                         |                         |                         |  |
|  | Boca Juniors           | 3                 | 1                 | 4                 |   |                   |                  |                  |                  |                  |  |  |                  |                  |                  |                  |  |  |                         |                         |                         |                         |  |
|  | Boca Juniors           | 3                 | 1                 | 4                 |   | Boca Juniors      | 1                | 3                | 4                |                  |  |  |                  |                  |                  |                  |  |  |                         |                         |                         |                         |  |
|  |                        |                   |                   |                   |   | Boca Juniors      | 1                | 3                | 4                |                  |  |  |                  |                  |                  |                  |  |  |                         |                         |                         |                         |  |
|  |                        |                   | Flamengo          | 2                 | 0 | 2                 |                  |                  |                  |                  |  |  |                  |                  |                  |                  |  |  |                         |                         |                         |                         |  |
|  | Flamengo               | 3                 | Flamengo          | 2                 | 0 | 2                 | 5                | 8                |                  |                  |  |  |                  |                  |                  |                  |  |  |                         |                         |                         |                         |  |
|  | Flamengo               | 3                 |                   |                   |   |                   |                  |                  |                  |                  |  |  |                  |                  |                  |                  |  |  |                         |                         |                         |                         |  |
|  | Unión Atlético Táchira | 2                 | 0                 | 2                 |   |                   |                  |                  |                  |                  |  |  |                  |                  |                  |                  |  |  |                         |                         |                         |                         |  |
|  | Unión Atlético Táchira | 2                 | 0                 | 2                 |   |                   |                  |                  |                  |                  |  |  |                  | Bandera de ?     |                  |                  |  |  |                         |                         |                         |                         |  |
|  |                        |                   |                   |                   |   |                   |                  |                  |                  |                  |  |  |                  |                  |                  |                  |  |  |                         |                         |                         |                         |  |
|  |                        |                   | Bandera de ?      |                   |   |                   |                  |                  |                  |                  |  |  |                  |                  |                  |                  |  |  |                         |                         |                         |                         |  |
|  | Olimpia                | 1                 | 2                 | 3                 |   |                   |                  |                  |                  |                  |  |  |                  |                  |                  |                  |  |  |                         |                         |                         |                         |  |
|  | Olimpia                | 1                 | 2                 | 3                 |   |                   |                  |                  |                  |                  |  |  |                  |                  |                  |                  |  |  |                         |                         |                         |                         |  |
|  | Atlético Colegiales    | 1                 | 1                 | 2                 |   |                   |                  |                  |                  |                  |  |  |                  |                  |                  |                  |  |  |                         |                         |                         |                         |  |
|  | Atlético Colegiales    | 1                 | 1                 | 2                 |   | Olimpia           | 0                | 3                | 3                |                  |  |  |                  |                  |                  |                  |  |  |                         |                         |                         |                         |  |
|  |                        |                   |                   |                   |   | Olimpia           | 0                | 3                | 3                |                  |  |  |                  |                  |                  |                  |  |  |                         |                         |                         |                         |  |
|  |                        |                   | Cerro Porteño     | 1                 | 0 | 1                 |                  |                  |                  |                  |  |  |                  |                  |                  |                  |  |  |                         |                         |                         |                         |  |
|  | Cerro Porteño          | 1                 | Cerro Porteño     | 1                 | 0 | 1                 | 2                | 3                |                  |                  |  |  |                  |                  |                  |                  |  |  |                         |                         |                         |                         |  |
|  | Cerro Porteño          | 1                 |                   |                   |   |                   |                  |                  |                  |                  |  |  |                  |                  |                  |                  |  |  |                         |                         |                         |                         |  |
|  | Oriente Petrolero      | 1                 | 0                 | 1                 |   |                   |                  |                  |                  |                  |  |  |                  |                  |                  |                  |  |  |                         |                         |                         |                         |  |
|  | Oriente Petrolero      | 1                 | 0                 | 1                 |   |                   |                  | Olimpia          |                  |                  |  |  |                  |                  |                  |                  |  |  |                         |                         |                         |                         |  |
|  |                        |                   |                   |                   |   |                   |                  |                  |                  |                  |  |  |                  |                  |                  |                  |  |  |                         |                         |                         |                         |  |
|  |                        |                   | Atlético Nacional |                   |   |                   |                  |                  |                  |                  |  |  |                  |                  |                  |                  |  |  |                         |                         |                         |                         |  |
|  | Atlético Nacional      | 2                 | 2                 | 4                 |   |                   |                  |                  |                  |                  |  |  |                  |                  |                  |                  |  |  |                         |                         |                         |                         |  |
|  | Atlético Nacional      | 2                 | 2                 | 4                 |   |                   |                  |                  |                  |                  |  |  |                  |                  |                  |                  |  |  |                         |                         |                         |                         |  |
|  | Liga de Quito          | 2                 | 0                 | 2                 |   |                   |                  |                  |                  |                  |  |  |                  |                  |                  |                  |  |  |                         |                         |                         |                         |  |
|  | Liga de Quito          | 2                 | 0                 | 2                 |   | Atlético Nacional | 0                | 2                | 2                |                  |  |  |                  |                  |                  |                  |  |  |                         |                         |                         |                         |  |
|  |                        |                   |                   |                   |   | Atlético Nacional | 0                | 2                | 2                |                  |  |  |                  |                  |                  |                  |  |  |                         |                         |                         |                         |  |
|  |                        |                   | América de Cali   | 0                 | 0 | 0                 |                  |                  |                  |                  |  |  |                  |                  |                  |                  |  |  |                         |                         |                         |                         |  |
|  | América de Cali        | 3                 | América de Cali   | 0                 | 0 | 0                 | 3                | 6                |                  |                  |  |  |                  |                  |                  |                  |  |  |                         |                         |                         |                         |  |
|  | América de Cali        | 3                 |                   |                   |   |                   |                  |                  |                  |                  |  |  |                  |                  |                  |                  |  |  |                         |                         |                         |                         |  |
|  | Deportes Concepción    | 0                 | 3                 | 3                 |   |                   |                  |                  |                  |                  |  |  |                  |                  |                  |                  |  |  |                         |                         |                         |                         |  |
|  | Deportes Concepción    | 0                 | 3                 | 3                 |   |                   |                  |                  |                  |                  |  |  |                  |                  |                  |                  |  |  |                         |                         |                         |                         |  |
|  |                        |                   |                   |                   |   |                   |                  |                  |                  |                  |  |  |                  |                  |                  |                  |  |  |                         |                         |                         |                         |  |

- Nota: En cada llave, el equipo que ocupa la primera línea es el que define la serie como local.

En la previa del partido de Ida, celebrado el 16 de mayo de 1991, durante el traslado del equipo chileno hacia el Estadio Alberto J. Armando, este debió pasar por calles llenas de la hinchada boquense y quedó en panne, debiendo los jugadores bajar del bus, siendo víctima de insultos y piedras. A la llegada al camarín visitante, este se encontraba con un olor insoportable del líquido vertido para desinfectar el lugar, y sólo existía agua hirviendo en las duchas. Además, existía molestia de la dirigencia boquense con la exigencia de sus pares colocolinos de pedir control antidopaje para los jugadores, como lo señaló el dirigente colocolino Jorge Vergara.Por su parte, Boca Juniors acusaba bajas para la llave, debido a un estado gripal de varios jugadores.

Dirigido por el árbitro paraguayo José Francisco Escobar, al minuto de juego el arquero colocolino Daniel Morón desvió al corner un ajustado tiro libre de Enrique Hrabina. A los 5 minutos, el defensor albo Miguel Ramírez desvió una inmejorable ocasión tras un corner. Tras una atajada de Morón luego de un remate de Diego Latorre, el rebote le queda a Gabriel Batistuta, quien en dudosa posición recibe una falta clara de Eduardo Vilches, cobrando un penal que fue transformado en gol a los 7' por Alfredo Graciani.A los 41', Patricio Yáñez reclamó falta penal tras un empujón de Enrique Hrabina, sin ser sancionado por el árbitro. El segundo tiempo fue un partido equilibrado, el cual terminó finalmente con la victoria del local.
| 16 de mayo de 1991 | Boca Juniors       | 1:0 (1:0) | Colo-Colo | Estadio La Bombonera, Buenos Aires                                 |                                                                    |
|                    | Graciani 7' (pen.) |           |           | Asistencia: 44 761 espectadores Árbitro(s): Juan Francisco Escobar | Asistencia: 44 761 espectadores Árbitro(s): Juan Francisco Escobar |

Desde la llegada del equipo argentino al Aeropuerto Arturo Merino Benitez de Santiago se sintió la hostilidad por parte de la hinchada chilena. El equipo chileno devolvió la gentileza, dificultando el ingreso al Estadio Monumental primero y luego a los camarines.

## El partido
A las 20:30 horas el árbitro brasileño Renato Marsiglia pitó el comienzo del partido, con un Estadio Monumental virtualmente lleno. El primer tiempo fue tenso y trabado, logrando la línea defensiva del cuadro argentino predominar sobre el poblado mediocampo colocolino. El equipo xeneize a través del contragolpe tuvo ocasiones de gol en los pies de Gabriel Batistuta y Alfredo Graciani, mientras las dos claras del equipo local estuvieron a cargo de Rubén Martínez. El entrenador uruguayo Óscar Tabárez tenía a 14 reporteros gráficos alrededor de su zona técnica.
En el entretiempo, el técnico colocolino Mirko Jozić les señaló a sus jugadores que debían jugar con mayor seguridad, mejorando los toques y lograr atacar más a la visita.
A los 64', tras una destacada jugada personal de Marcelo Barticciotto, quien tras eludir tres rivales centra desde derecha al área  para que Ruben Martínez marque el 1-0. Dos minutos después, es Barticciotto quien supera la marca de Diego Soñora para marcar el 2-0 parcial. este segundo gol provocó el delirio de los hinchas, como también de los fotógrafos chilenos que se encontraban tras el arco de Navarro Montoya, quien agredió de una patada a Marcelo Agost, reportero gráfico del diario La Nación.
A los 74', tras un tiro libre de Carlos Daniel Tapia, es Diego Latorre que marca el descuento para el equipo bostero, celebrando su anotación con burlas hacia el arquero Daniel Morón, caldeando los ánimos.A los 82', luego de una pared con Patricio Yáñez, nuevamente Martínez vence el arco visitante, marcando el 3-1 y generando la locura del equipo local. hinchas, reporteros gráficos y pasapelotas, quienes le celebran el gol en la cara a sus rivales. En ese momento, los jugadores argentinos comienzan a reclamar por la posición del delantero que marca el gol, mientras que Antonio Apud buscaba la pelota que había sido escondida por los hinchas chilenos. en ese momento, Marcelo Oyarzún, preparador físico de Colo-Colo lo empujo hacia el foso, generando una batahola en la que Apud agredió a camarógrafos chilenos, por su parte Navarro Montoya se acercaba hacia el árbitro reclamando el supuesto offside, siendo reducido por Carabineros y mordido por el perro Ron. En otro lado de la cancha, Tabarez fue agredido con una cámara, mientras que Gabriel Batistuta se trenzaba a golpes contra todo el mundo. En la trifulca, Walter Pico insulta a Marcelo Barticciotto, quien lo golpeo de puños. Blas Giunta y Enrique Hrabina agredieron al fotógrafo Rodrigo Arangua del Diario La Época, ocasionándole una grave lesión ocular.
La pelea se mantuvo por 11 minutos, tras lo cual el árbitro expulsó a Patricio Yáñez y Blas Giunta.
Luego el resto del tiempo se jugó en normalidad, no alterando el resultado, logrando Colo-Colo el paso hacia la final.

## Detalle
| 1  | POR | Daniel Morón         |     |
| 3  | DEF | Lizardo Garrido      |     |
| 6  | DEF | Miguel Ramírez       |     |
| 4  | DEF | Javier Margas        |     |
| 15 | MED | Gabriel Mendoza      |     |
| 5  | MED | Eduardo Vilches      |     |
| 10 | MED | Jaime Pizarro        |     |
| 2  | MED | Rubén Espinoza       | 84' |
| 7  | DEL | Marcelo Barticciotto |     |
| 17 | DEL | Patricio Yáñez       |     |
| 11 | DEL | Rubén Martínez       |     |
| DT | DT  | Mirko Jozić          |     |

| 1  | POR | Carlos Navarro Montoya |     |
| 3  | DEF | Luis Abramovich        | 54' |
| 2  | DEF | Juan Simón             |     |
| 6  | DEF | Víctor Hugo Marchesini |     |
| 20 | DEF | Carlos Moya            |     |
| 8  | MED | Blas Giunta            |     |
| 4  | MED | Diego Soñora           |     |
| 15 | MED | Walter Pico            | 73' |
| 11 | DEL | Diego Latorre          |     |
| 19 | DEL | Gabriel Batistuta      |     |
| 7  | DEL | Alfredo Graciani       |     |
| DT | DT  | Óscar Tabárez          |     |

| 13 | MED | Juan Carlos Peralta | 84' |

| 19 | MED | Antonio Apud        | 54' |
| 10 | MED | Carlos Daniel Tapia | 73' |

|  | 64' | Rubén Martínez       |
|  | 66' | Marcelo Barticciotto |
|  | 82' | Rubén Martínez       |

|  | 74' | Diego Latorre |

| Amonestado | 14' | Patricio Yáñez      |
| Amonestado |     | Juan Carlos Peralta |

| Amonestado | 14' | Juan Simón             |
| Amonestado | 23' | Carlos Moya            |
| Amonestado | 78' | Blas Giunta            |
| Amonestado | 79' | Víctor Marchesini      |
| Amonestado | 99' | Carlos Navarro Montoya |

| 83' Patricio Yáñez |

| 83' Blas Giunta |

| Árbitro             | Renato Marsiglia |
| Árbitros asistentes | Manuel Serapio   |
| Árbitros asistentes | Ulisses Tavares  |
|                     |                  |

| 1  | POR | Daniel Morón         |     |
| 3  | DEF | Lizardo Garrido      |     |
| 6  | DEF | Miguel Ramírez       |     |
| 4  | DEF | Javier Margas        |     |
| 15 | MED | Gabriel Mendoza      |     |
| 5  | MED | Eduardo Vilches      |     |
| 10 | MED | Jaime Pizarro        |     |
| 2  | MED | Rubén Espinoza       | 84' |
| 7  | DEL | Marcelo Barticciotto |     |
| 17 | DEL | Patricio Yáñez       |     |
| 11 | DEL | Rubén Martínez       |     |
| DT | DT  | Mirko Jozić          |     |

| 1  | POR | Carlos Navarro Montoya |     |
| 3  | DEF | Luis Abramovich        | 54' |
| 2  | DEF | Juan Simón             |     |
| 6  | DEF | Víctor Hugo Marchesini |     |
| 20 | DEF | Carlos Moya            |     |
| 8  | MED | Blas Giunta            |     |
| 4  | MED | Diego Soñora           |     |
| 15 | MED | Walter Pico            | 73' |
| 11 | DEL | Diego Latorre          |     |
| 19 | DEL | Gabriel Batistuta      |     |
| 7  | DEL | Alfredo Graciani       |     |
| DT | DT  | Óscar Tabárez          |     |

| 13 | MED | Juan Carlos Peralta | 84' |

| 19 | MED | Antonio Apud        | 54' |
| 10 | MED | Carlos Daniel Tapia | 73' |

|  | 64' | Rubén Martínez       |
|  | 66' | Marcelo Barticciotto |
|  | 82' | Rubén Martínez       |

|  | 74' | Diego Latorre |

| Amonestado | 14' | Patricio Yáñez      |
| Amonestado |     | Juan Carlos Peralta |

| Amonestado | 14' | Juan Simón             |
| Amonestado | 23' | Carlos Moya            |
| Amonestado | 78' | Blas Giunta            |
| Amonestado | 79' | Víctor Marchesini      |
| Amonestado | 99' | Carlos Navarro Montoya |

| 83' Patricio Yáñez |

| 83' Blas Giunta |

| Árbitro             | Renato Marsiglia |
| Árbitros asistentes | Manuel Serapio   |
| Árbitros asistentes | Ulisses Tavares  |
|                     |                  |

## Efectos
Recién a las 12:02 del 23 de mayo, el equipo de Boca Juniors logro abandonar el Estadio Monumental a través de un bus de la empresa Pullman Bus. Recién a las 2:45 horas, el bus arribó al hotel donde hospedaba la delegación xeneize ubicado en Vitacura.Ese mismo día, el cuadro argentino debía regresar a Buenos Aires en un vuelo programado a las 13:00; sin embargo, durante la mañana el juez de turno Sergio Brunertc itó a declarar a Oscar Tabárez y Blas Giunta para las 14 horas, Tras las denuncias presentadas por el Diario la Época y el canal Megavisión.Tras una declaración de 3 horas, el juez fijó una fianza de 150 dólares, como una orden de arraigo de 60 días. Además, otros 3 jugadores del plantel debían declarar al día siguiente por los incidentes ocurridos, como también se esperaban más querellas del los diarios Las Últimas Noticias y La Cuarta, el canal La Red, la Unión de Reporteros Gráficos y el Colegio de Periodistas de Chile, además de una posible querella por parte de Carabineros de Chile.
Luego de gestiones encabezadas por la directiva de Boca juniors, en las cuales inclusive participó el entonces Ministro del Interior de Chile Enrique Krauss, se llegó a acuerdos reparatorios con todos los afectados, consistentes en disculpas públicas y pagos en dinero para compensar los daños. Además. Tabárez y Juan Simón visitaron al camarógrafo herido en el hospital. Finalmente, el 24 de mayo a las 13:00 la delegación de Boca Juniors abandonó Santiago.
Los días siguientes, Eduardo Menichetti realizó lobby ante la Conmebol para tratar de evitar una suspensión del Estadio Monumental para la final ante Olimpia. Tras el informe arbitral, se castigó a Boca Juniors con una multa, dos partidos de suspensión para  Blas Giunta, uno para Mirko Jozić y tres para Patricio Yáñez.